# ريان سيرمونا
ريان سيرمونا مواليد 31 أكتوبر 1987 في الفلبين، هو ملاكم محترف فلبيني يصنف ضمن فئة وزن الريشة بدأ مسيرته الاحترافية سنة 2008 حيث انتصر في نزاله الأول.

## المسيرة الاحترافية
من نزالاته:
- خسر أمام فيوريل سيميون بالضربة الفنية القاضية (29-11-2012).

## إحصائيات
خاض خلال مسيرته 24 نزالا، فاز في 17 ولم يتعادل وخسر في 7. فاز بالضربة القاضية في 10 نزالات.

## روابط خارجية
- ريان سيرمونا على موقع بوكس ريك (الإنجليزية) (registration required)